# Anqi Sheng
Anqi Sheng (kineski 安期生, An-ch’i Shêng) mitološki je kineski čarobnjak za kojeg predaja kaže da je imao preko 1000 godina u vrijeme prvog povijesnog cara Kine, Qina Shija Huangdija. Živio je na planini Penglai.
Prema hagiografiji Liexian Zhuan, prvi je car razgovarao s Anqijem tri dana i ponudio mu zlato i žad. Kasnije je poslao ekspediciju predvođenu Xuom Fuom da nađu Anqija, kao i njegov eliksir života.
Sima Qian je zapisao da je neki Li Shaojun posjetio Anqija.
Wu od Hana također je poslao ekspediciju kako bi pronašao Anqija, ali sve je bilo bezuspješno.